# تپه ملا محمد
تپه ملا محمد مربوط به سدهٔ ۵ تا ۱۰ ه‍.ق است و در شهرستان جغتای، بخش هلالی، روستای آزادوار واقع شده و این اثر در تاریخ ۱۷ مرداد ۱۳۸۳ با شمارهٔ ثبت ۱۱۰۲۱ به‌عنوان یکی از آثار ملی ایران به ثبت رسیده است.